# Charlotte van Beuningen-Fentener van Vlissingen
Charlotte van Beuningen-Fentener van Vlissingen (geboren 18. Juli 1880 in Amsterdam; gestorben 28. Januar 1976 in Wassenaar) war eine niederländische Philanthropin und Helferin für die Gefangenen im Lager Vught.

## Leben
Charlotte Fentener van Vlissingen wurde am 18. Juli 1880 in Amsterdam geboren. Sie war die Tochter des Kohlenhändlers Frederik Hendrik Fentener van Vlissingen (1849–1918) und Lijntje Catharina Anthonia Adriana Roosenburg (1860–1927) und hatte einen jüngeren Bruder. Die Familie zog nach Baarn, als sie noch jung war, und wohnte in einer nach der Familie benannten Villa. In Baarn besuchte sie die Grundschule und die Mädchenschule der Damen Kramer. Das Unternehmen ihres Vaters fusionierte im Jahr 1896 mit der Unternehmung der Familie Van Beuningen zur Steenkolen-Handelsvereniging in Utrecht, wohin die Familie anschließend zog. Dort erhielt sie kurze Zeit Unterricht von Gouvernanten, bis sie 1897 nach Brüssel in ein Internat ging. Sie verlobte sich zwei Jahre später mit  Willem van Beuningen (1873–1948), dem ältesten Sohn eines Geschäftspartners ihres Vaters, und heiratete ihn am 17. Mai 1900 in Utrecht. Vor der Heirat war Charlotte Fentener van Vlissingen den Remonstranten beigetreten.
Zunächst lebte das Paar in Utrecht, dort wurden die zwei Kinder Line Frederika (1902–1983) und Willem (1911–1970) geboren. In Utrecht engagierte sich das Paar Van Beuningen philanthropisch. Sie unterstützten den Bau des Kindergemeinschaftszentrums und halfen bei der Organisation von Nähkursen für verheiratete Frauen. Im Ersten Weltkrieg organisierte Charlotte van Beuningen Klöppelkurse für belgische Flüchtlinge, damit die Frauen diese Arbeiten verkaufen konnten, um so etwas Geld zu verdienen. Zudem war sie Vorstandsmitglied des Frauenverbands Arbeid Adelt und „Bücherdame“ in Krankenhäusern.
Aus gesundheitlichen Gründen musste ihr Mann 1923 aus der Kohlenhandelsvereinigung austreten und fünf Jahre später zog das Paar nach Huize Bergen in Vught. Dies war das ehemalige Landhaus ihrer Eltern. Auch dort engagierte sich Charlotte van Beuningen für Bedürftige. Ihr Garten war den Bewohnern von Vught bekannt, die kamen, um sich die besonderen Pflanzen anzusehen, und mit ihrem Mann ließ sie in der Nähe des Rathauses einen Park und in der Nähe ihres Landhauses Arbeiterhäuser errichten.

### Lager Vught
Sie schloss sich in den 1930er Jahren der Oxford-Gruppe an, einer Bewegung des amerikanischen protestantischen Theologen Frank Buchman, der sich gegen die weltweite Kriegsaufrüstung stellte und stattdessen zu einer „moralischen und geistigen Aufrüstung“ aufrief. Van Beuningen war von Buchman tief beeindruckt, reiste mit ihm und organisierte Treffen für die Moralische Aufrüstung, zum Beispiel eine Weltkonferenz 1937 in einer großen Auktionshalle in Utrecht, an der zehntausende Menschen teilnahmen. Nach der Errichtung des KZ Herzogenbusch in der Vughtse-Heide überredete sie den Lagerkommandanten, ihr die Auslieferung von Lebensmittelpaketen zu erlauben. Sie richtete den Wintergarten von Huize Bergen ein, um Brote zu schmieren, der Billardraum wurde als Lagerraum genutzt. Dabei halfen ihr täglich Dutzende Frauen und Mädchen aus der Gegend, die Hunderte von Sandwiches schnitten, belegten und verpackten. Sie produzierten bis zu zwölfhundert Lebensmittelpakete pro Woche. Dabei arbeitete sie mit Loes van Overeem zusammen. Anfänglich gehörte auch Eelkje Timmenga-Hiemstra zu den Helferinnen, die später jedoch für die Gefangenen als Kontaktperson zu deren Familien arbeitete. Nach etwa einem Jahr wurde die Hilfsinitiative stärker vom Niederländischen Roten Kreuz zentralisiert.
Dabei versuchte Charlotte van Beuningen zu den Besatzern ein gutes Verhältnis aufzubauen. Sie lud hochrangige Offiziere ins Huize Bergen ein und versuchte sie dort „zu bearbeiten“. So soll sie Arthur Seyss-Inquart durch ihren Park geführt haben und Fische in den Parkteich ausgesetzt haben, damit einer der Lagerkommandanten dort angeln konnte. Diese Kontakte warfen jedoch auch Fragen auf, zumal sich ihr Sohn als Pianist bei der deutsch geführten Kultuurkamer angemeldet hatte. Aber so gelang es Charlotte van Beuningen, den Lagerkommandanten von Vught zur Freilassung der Gefangenen zu bewegen, als die Alliierten näher rückten.

### Nach dem Zweiten Weltkrieg
Charlotte van Beuningen gehörte am 20. März 1945 zu den Delegierten, die von Königin Wilhelmina in Den Bosch empfangen wurden. Ihr Mann starb 1948 und sie verkaufte nach seinem Tod das Huize Bergen an die Diözese ’s-Hertogenbosch, die es in ein Jugendzentrum umwandelte. Von dem Geld kaufte sie in Wassenaar ein großes Haus mit mehr als zwanzig Betten und spendete es an die Moralische Aufrüstung. Sie reiste bis ins hohe Alter für die Bewegung und oft begleitete ihre Familie sie auf diesen Reisen, so zu den Konferenzen im schweizerischen Caux, wo sich der Hauptsitz der Moralischen Aufrüstung befand. Sie lebte in Wassenaar und veröffentlichte 1968 ihre Memoiren, die auch ins Englische übersetzt wurden und ihr ein Einkommen verschafften. Charlotte van Beuningen starb am 28. Januar 1976 in Wassenaar im Alter von 95 Jahren.

## Ehrungen
- An ihrem 75. Geburtstag wurde sie zum Ritter des Ordens von Oranien-Nassau ernannt. Zuvor hatte sie die Médaille de la reine Élisabeth (Belgien), das Verdienstkreuz des Niederländischen Roten Kreuzes und das Erinnerungskreuz 1940–1945 erhalten.[1]
- Die Nederlandse Vereniging van Ex-Politieke Gevangenen Expogé (Vereinigung ehemaliger politischer Gefangener) ernannte sie zum Ehrenmitglied und verlieh ihr zudem das Verdienstkreuz. All diese Auszeichnungen führten zu Spannungen mit ehemaligen Helfern wie Eelkje Timmenga, die sich bei Interviews und der Entgegennahme von Auszeichnungen eher zurückhaltend verhielt. Die 140 Arbeiterhäuser in Vught werden von der Charlotte Elisabeth van Beuningen-Stiftung verwaltet.[1]
- Ihre Biografie wurde in das Buch 101 Vrouwen en de oorlog der Historikerin und Schriftstellerin Els Kloek mit 101 Biografien von Frauen, die im Zweiten Weltkrieg im Kontext der niederländischen Geschichte eine Rolle spielten, aufgenommen.